# Carya carolinae-septentrionalis
Carya carolinae-septentrionalis är en valnötsväxtart som först beskrevs av William Willard Ashe, och fick sitt nu gällande namn av Adolf Engler och Graebn. Carya carolinae-septentrionalis ingår i släktet hickory, och familjen valnötsväxter. Inga underarter finns listade i Catalogue of Life.